# Monardia yasumatsui
Monardia yasumatsui är en tvåvingeart som beskrevs av Junichi Yukawa 1967. Monardia yasumatsui ingår i släktet Monardia och familjen gallmyggor. Arten har ej påträffats i Sverige. Inga underarter finns listade i Catalogue of Life.